# Christian Masson
Christian Masson, né le 15 décembre 1909 et mort le 13 juin 2003, est un homme politique français.

## Détail des fonctions et des mandats
Mandat parlementaire
- 7 mars 1984 - 1er octobre 1989 : Sénateur des Ardennes